# فرودگاه شهری وارساو (ایندیانا)
فرودگاه شهری وارساو (ایندیانا)  (به انگلیسی: Warsaw Municipal Airport (Indiana))  یک فرودگاه همگانی باربری  است که یک باند فرود آسفالت دارد و طول باند آن ۱۸۲۹ متر است. این فرودگاه در  کشور ایالات متحده آمریکا قرار دارد و در ارتفاع ۲۵۹ متری از سطح دریا واقع شده است.